# Lasiocercis
Lasiocercis is een geslacht van kevers uit de familie van de boktorren (Cerambycidae). De wetenschappelijke naam van het geslacht werd in 1882 gepubliceerd door Charles Owen Waterhouse.

## Soorten
- Lasiocercis affinis Breuning, 1965
- Lasiocercis albosignata Breuning, 1965
- Lasiocercis bigibba (Fairmaire, 1896)
- Lasiocercis bigibboides Breuning, 1965
- Lasiocercis bipenicillata (Fairmaire, 1904)
- Lasiocercis catalai (Lepesme & Villiers, 1944)
- Lasiocercis ciliata (Lepesme & Villiers, 1944)
- Lasiocercis elegantula (Fairmaire, 1899)
- Lasiocercis fasciata Waterhouse, 1882
- Lasiocercis fuscosignatus Breuning, 1971
- Lasiocercis hovanoides Breuning, 1964
- Lasiocercis limbolaria (Fairmaire, 1894)
- Lasiocercis madagascariensis (Breuning, 1945)
- Lasiocercis medioflava Breuning, 1980
- Lasiocercis nigrofasciata Breuning, 1964
- Lasiocercis nigropunctatus Breuning, 1966
- Lasiocercis nigrosignata Breuning, 1965
- Lasiocercis niveosignata Breuning, 1957
- Lasiocercis ochreoapicalis Breuning, 1957
- Lasiocercis ochreomaculata Breuning, 1965
- Lasiocercis ochreopicta Breuning, 1980
- Lasiocercis paraperroti Breuning, 1969
- Lasiocercis parvula Breuning, 1965
- Lasiocercis perroti Breuning, 1957
- Lasiocercis pilosa Breuning, 1957
- Lasiocercis postfasciata Breuning, 1965
- Lasiocercis posticefasciata (Lepesme & Villiers, 1944)
- Lasiocercis rufotibialis Breuning, 1957
- Lasiocercis semiarcuata Breuning, 1957
- Lasiocercis similis Breuning, 1965
- Lasiocercis subbigibboides Breuning, 1971
- Lasiocercis transversefasciata Breuning, 1965
- Lasiocercis tricoloripennis Breuning, 1965
- Lasiocercis truncata (Lepesme & Villiers, 1944)
- Lasiocercis truncatoides Breuning, 1976
- Lasiocercis vadoni Breuning, 1957
- Lasiocercis villiersi Breuning, 1957
- Lasiocercis viossati Breuning, 1971
- Lasiocercis viridana Breuning, 1940
- Lasiocercis ziczac Breuning, 1971